# Шестаково (Курганская область)
Шестаково — деревня в Частоозерском районе Курганской области. Входит в состав Новотроицкого сельсовета.

## История
До 1917 года входила в состав Бутыринской волости Ишимского уезда Тобольской губернии. По данным на 1926 год состояла из 226 хозяйств. В административном отношении являлась центром Шестаковского сельсовета Частоозерского района Ишимского округа Уральской области.

## Население
| 1989 | 2002 | 2010 |
| ---- | ---- | ---- |
| 171  | ↘129 | ↘68  |

По данным переписи 1926 года в деревне проживало 1078 человек (495 мужчин и 583 женщины), в том числе: русские составляли 100 % населения.